# Cratere Price
Price è un cratere sulla superficie di Mercurio.